# Werner Rauh

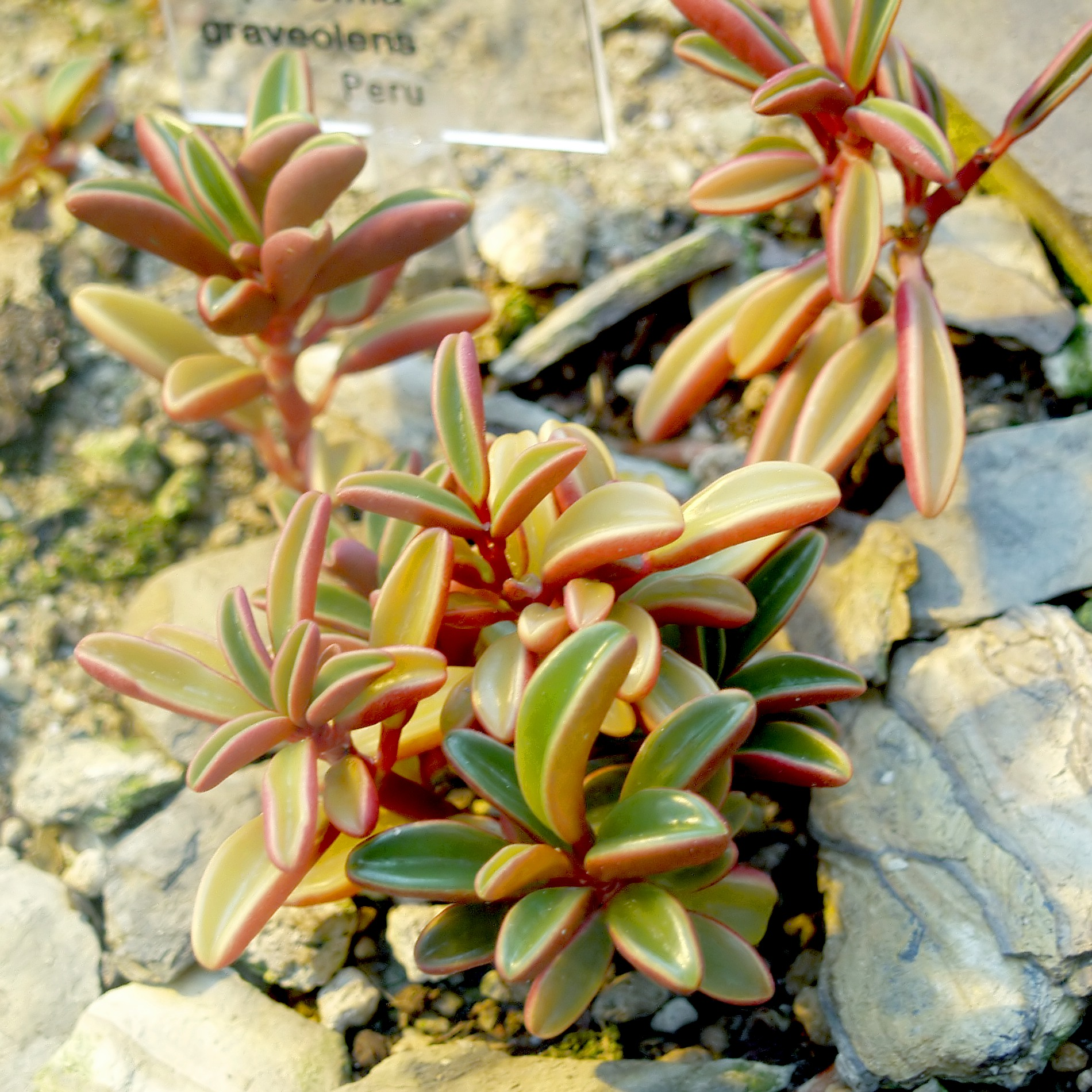
Peperomia graveolens Rauh & Barthlott

Werner Rauh (Niemegk, 16 de mayo de 1913 - Heidelberg, 7 de abril de 2000) fue un botánico alemán internacionalmente conocido.
En 1937 aprobó su tesis de doctorado en Biología, y su profesorado en 1939, llegando ese mismo año a Heidelberg como asistente de A. Seybold.
Rauh se dedicó a la sistemática, morfología y la biogeografía vegetal. En muchas expediciones investigó América, África y Asia. Su especialidad fueron las especies de la familia de Bromeliaceae, y suculentas.
Describió cerca de 1200 especies, subespecies y variedades. Su material herborizado se depositó en el herbario Heidelberg de la universidad de Ruprecht Karl en Heidelberg. Su colección de plantas vivas se visita en el jardín botánico.

## Expediciones botánicas
- 1950: Marruecos
- 1954: Perú, Ecuador
- 1956: Perú
- 1959/1960: Madagascar, Tasmania, Kenia
- 1961: Madagascar, Sudáfrica
- 1963: Madagascar, Comoros
- 1964: Sudáfrica
- 1966: México
- 1967: Perú
- 1968: Sudáfrica
- 1969: Madagascar, Comoros
- 1970: Perú, México
- 1971: EE. UU.
- 1973: Ecuador, islas Galápagos, Perú, Brasil
- 1974: México
- 1975: Brasil, Colombia, Ecuador, Perú, Panamá
- 1976: Perú, Bolivia, Chile
- 1977: EE. UU., Guatemala, Costa Rica, Panamá
- 1978: Indonesia, Papúa Nueva Guinea, Filipinas
- 1979: Namibia, Sudáfrica
- 1980: México, Perú, Ecuador
- 1981: Brasil
- 1982: EE. UU., Panamá, República Dominicana
- 1983: Ecuador, Perú, Argentina
- 1984: Venezuela, República Dominicana, Panamá
- 1985: EE. UU., México, Perú
- 1986: Brasil
- 1994: Madagascar

## Obra
- Morphologie der Nutzpflanzen. 2.ª ed. Quelle & Meyer-Verlag, 1950
- Kakteen an ihren Standorten, 1979, ISBN 3-489-51924-8
- Die 100 schönsten Kakteen, Humboldt-Taschenbuchverlag, 1980, ISBN 3-581-66370-8
- Die großartige Welt der Sukkulenten, 1979
- Schöne Kakteen und andere Sukkulenten, 1967
- Bromelien - Tillandsien und andere kulturwürdige Bromelien, Verlag Eugen Ulmer, Stuttgart 1990, ISBN 3-8001-6371-3
- Succulent and Xerophytic Plants of Madagascar, Vol. 1 + 2, Strawberry Press, 1995 + 1998, ISBN 0-912647-14-0[4]
- otros trabajos de Werner Rauh (PDF)

## Homenajes
Fue miembro honorario de numerosas sociedades, incluyendo la American Cactus & Succulent Society, vicepresidente y presidente de la International Organization for Succulent Plant Study, que lo reconoció con el Cactus d’Or. Recibió la Veitch Memorial Medal de la Royal Horticultural Society of London, la medalla Willdenow del Jardín Botánico de Berlín y medallas de Perú y de Mónaco. Un año antes de fallecer, la República de Madagascar lo hizo Caballero de la Orden Nacional

### Eponimia
Géneros
- (Amaryllidaceae) Rauhia Traub[6]

- (Bromeliaceae) Werauhia J.R.Grant[7]

- (Cactaceae) Rauhocereus Backeb.[8]

- (Orchidaceae) Rauhiella Pabst & Braga[9]

Especies
- (Acanthaceae) Dicliptera rauhii Wassh.[10]

- (Aizoaceae) Conophytum rauhii Tischer[11]

- (Aloaceae) Guillauminia rauhii (Reynolds) P.V.Heath[12]

- (Apiaceae) Eryngium rauhianum Mathias & Constance[13]

- (Apocynaceae) Pachypodium × rauhii Halda[14]

- (Asclepiadaceae) Cynanchum rauhianum Desc.[15]

- (Bromeliaceae) Guzmania rauhiana H.Luther[16]

- La abreviatura «Rauh» se emplea para indicar a Werner Rauh como autoridad en la descripción y clasificación científica de los vegetales.[17]